# 洺州
洺州，中国古代的州。在今河北省境。
北周宣政元年（578年）置，因境有洺水，故名。治所在广年县（隋朝改永年县，在今河北省邯郸市永年区东南）。唐朝时，洺辖境相当今河北省邯郸、鸡泽、永年、曲周、邱县、肥乡、武安等市县地。隋末唐初窦建德、刘黑闼领导的农民起义军曾先后建都于此。
北宋，洺州的辖境相当今河北省永年、肥乡、平恩、鸡泽、曲周等县。属河北西路。元朝太宗八年（1236年）改为邢洺路。 
| 隋代行政区划变遷 | 隋代行政区划变遷 | 隋代行政区划变遷 | 隋代行政区划变遷     | 隋代行政区划变遷 | 隋代行政区划变遷                                 |
| 区划             | 開皇元年         | 開皇元年         | 開皇元年             | 区划             | 大業3年                                          |
| ---------------- | ---------------- | ---------------- | -------------------- | ---------------- | ------------------------------------------------ |
| 州               | 洺州             | 洺州             | 相州                 | 郡               | 武安郡                                           |
| 郡               | 广平郡           | 襄国郡           | 魏郡                 | 县               | 永年县 平恩县 临洺县 武安县 肥乡县 邯鄲县 清漳县 |
| 县               | 广年县 平恩县    | 易陽县           | 武安县               | 县               | 永年县 平恩县 临洺县 武安县 肥乡县 邯鄲县 清漳县 |
| 州               | 洺州             | 洺州             | 趙州                 | 郡               | 襄国郡                                           |
| 郡               | 襄国郡           | 南和郡           | 南趙郡               | 县               | 龙岗县 内丘县 南和县 平乡县 柏仁县 鉅鹿县 沙河县 |
| 县               | 襄国县 内丘县    | 南和县           | 平乡县 南䜌县 柏仁县 | 县               | 龙岗县 内丘县 南和县 平乡县 柏仁县 鉅鹿县 沙河县 |

| 唐朝洺州辖县 | 唐朝洺州辖县                                                                                 |
| ------------ | -------------------------------------------------------------------------------------------- |
| 618年        | 永年县、平恩县、洺水县、清漳县、肥乡县、邯郸县、武安县、临洺县（新设普乐县）                 |
| 619年        | 永年县、平恩县、洺水县、清漳县、肥乡县、邯郸县、武安县、临洺县（普乐县改属黄州）             |
| 621年        | 永年县、平恩县、洺水县、清漳县（曲周县、鸡泽县来属，肥乡县、邯郸县、武安县、临洺县改属磁州） |
| 623年        | 永年县、平恩县、洺水县、清漳县、曲周县、鸡泽县（肥乡县、武安县、临洺县来属）                 |
| 627年        | 永年县、平恩县、洺水县、清漳县、曲周县、鸡泽县、肥乡县、武安县、临洺县（邯郸县来属）         |
| 765年        | 永年县、平恩县、洺水县、清漳县、曲周县、鸡泽县、肥乡县、临洺县（武安县、邯郸县改属磁州）     |
| 843年        | 永年县、平恩县、临洺县、曲周县、鸡泽县、肥乡县（废除清漳县、洺水县）                         |

| 唐朝洺州刺史 - 裴之隐（618年） - 袁子干（619年） - 陈君宾（621年） - 李瑗（622年） - 李恽（634年—636年） - 长孙操（贞观年间） - 程名振（644年） - 张士贵（644年—645年） - 辛偃武（贞观年间） - 刘志逵（贞观年间） - 李昭贵（贞观年间） - 刘行范（唐高宗前期） - 李虔绪（唐高宗时） - 李凝之（唐高宗时） - 蔺仁基（唐高宗后期） - 庞同本（685年） - 于士俊（武周初年） - 窦孝谦（武周时） - 尹思贞（696年） - 刘守敬（699年） - 张知謇（700年—701年） - 韦嗣立（704年—705年） - 桓彦范（706年） - 崔泰之（神龙、景龙年间） - 元行冲（景龙年间） - 萧璿（唐中宗、唐睿宗时） - 程伯献（景云年间） - 李湛（景龙、先天年间） - 李岳（开元初年） - 幕容珣（715年—716年） - 崔志廉（720年） - 李道坚（开元年间） - 杨抱贞（开元年间） - 卢成务（开元年间） - 郑谞（735年） - 徐峤之（735年—736年） - 严挺之（736年） - 沈从道（740年） - 高力牧（开元年间） - 李元慎（开元年间） - 徐玄之（开元年间） - 张谧（开元年间） - 卢涣（开元年间） - 广平郡太守 | - 乌知洽（758年） - 苻敬超（758年） - 周贽（上元年间） - 魏凌（773年） - 薛坚（775年） - 薛干（大历年间） - 薛洽（大历年间） - 田廷玠（777年） - 田昂（782年之前） - 卢玄卿（782年） - 徐济（贞元初年） - 朱卨（贞元年间） - 元谊（794年—796年） - 卢顼（795年—807年） - 李光颜（811年—814年） - 卢永（817年） - 田颖（元和末年） - 卢元辅（长庆初年） - 张遵（长庆年间） - 刘轲（837年—839年） - 李恬（843年） - 王钊（844年） - 李琢（849年之前） - 崔骈（大中年间） - 杨諲（中和年间） - 马爽（885年） - 孟迁（889年） - 李承嗣（大顺、景福年间） - 阎宝（乾宁年间） - 邢善益（898年） - 朱绍宗（900年） - 张归厚（901年） - 寇彦卿（天复年间） - 韩恭（903年） - 袁象先（903年—906年） |